# هات داگ میشیگان
هات داگ میشیگان، رد هات میشیگان، یا به زبان ساده «میشیگان»، یک هات داگ بخارپز تمام گوشت گاو روی یک نان بخارپز شده با سس گوشتی است که به‌طور کلی به عنوان «سس میشیگان» شناخته می‌شود، و یک غذای مخصوص در اطراف پلاتس بورگ، نیویورک است.

## ریشه
در مورد منشأ هات داگ میشیگان اتفاق نظر وجود ندارد، که طبق برخی منابع از آن درآمد زایی نمی‌کردند. اولا و گارث اوتیس که اولین غرفه میشیگان را در پلاتس بورگ نیویورک در سال ۱۹۲۷ افتتاح کردند، اصالتاً اهل میشیگان بودند.
به گفته گوردی لیتل، ستون نویس پرس-جمهوری‌خواه، یک آگهی روزنامه برای میشیگان‌های اوتیس در سال ۱۹۲۷ منتشر شد. لیتل میشیگان را «یک مؤسسه فرهنگی» می‌نامد.
به گفته Serious Eats، دستور تهیه سس ممکن است در میشیگان باشد، اما «شباهت کمی به سس هات داگ جزیره کانی، بدون فراورده‌های فرعی و تقریباً طعم یونانی دارد، اگرچه بافت آن شبیه سس فلینت است.»

## مواد اولیه
سس‌ها متنوع هستند. برخی از آنها می‌توانند بر پایه گوجه فرنگی باشند و ممکن است حاوی سرکه، شکر قهوه ای و ترکیبی از ادویه جات باشند. برخی دیگر حاوی گوجه فرنگی نیستند و فقط بر پایه چاشنی‌ها هستند. از همبرگر استفاده می‌کند و حاوی تکه‌های بزرگ گوشت نیست. علاوه بر سس، روی هات داگ ممکن است پیاز و خردل زرد نیز اضافه شود. برخلاف قیمه های سینسیناتی، هیچ پنیری به عنوان رویه هات داگ استفاده نمی‌شود. در بسیاری از موارد، مشتریان می‌توانند سوسیس‌های خود را با پیاز زیر گوشت سفارش دهند. اصطلاح برای این دستور «دفن کردن» هات داگ است.